# Saxomat
Saxomat, Saxomatkoppling är en automatisk koppling i drivlinan för personbilar, som användes i samband med manuella växellådor, tillverkad av den tyska firman Fichtel & Sachs i Schweinfurt. Dess huvudsakliga funktion är att föraren i princip bara behöver röra växelspaken medan systemet sköter urkoppling (och därpå följande ikoppling när den nya växeln ”ligger i”). Dock måste föraren i viss mån ”följa” växlingen med gasen, genom att anpassa gaspådraget före och efter växlingen. Saxomat erbjöds som extrautrustning till flera europeiska bilar, bland andra Volkswagen, Opel, DKW och Saab, på femtio- och sextiotalet.
Saxomaten har två huvuddelar: ett servodon som använder undertrycket i motorns insugningsrör för att frikoppla motor och växellåda via ett kraftigt membran och en centrifugalkoppling. Servodonet aktiveras via en strömbrytare i bilens växelspak när föraren flyttar spaken för att byta växel. När föraren gasar igen efter växlingen kopplar centrifugalkopplingen ihop motor och växellåda. Centrifugalkopplingen fungerar även som frihjul.
Saxomaten fungerade bra tillsammans med dåtidens klena småbilsmotorer med lågt effektuttag, men klarade inte av större motorer med högre vridmoment.